# 洪諾克 (阿肯色州)
洪諾克（英語：Humnoke）是一個位於美國阿肯色州洛諾克縣的城市。

## 地理
洪諾克的座標為34°32′32″N 91°45′32″W / 34.54222°N 91.75889°W，而該地的平均海拔高度為60米（即197英尺）。

## 人口
根據2010年美國人口普查的數據，洪諾克的面積為0.81平方千米，皆為陸地。當地共有人口219人，而人口密度為每平方千米270人。